# Sternenfaust
Sternenfaust ist sowohl der Titel einer in den Jahren 2005 bis 2012 erschienenen Heftroman-Serie aus dem Bastei-Verlag als auch der einer darauf basierenden Hardcoverreihe, die im Zaubermond-Verlag mit dem Untertitel Die Chroniken des Star Corps erschien.
Die Serie erzählte die Abenteuer der Besatzung des leichten Kreuzers Sternenfaust bzw. des Sondereinsatzkreuzers Sternenfaust II. Seit Band 100 spielte die Serie auf dem Star Cruiser Sternenfaust III. Zentrale Figur der Serie war die Kommandantin des Schiffes, Captain Dana Frost.
Sternenfaust ist dem Genre Science-Fiction zuzuordnen und umfasst 199 Heftromane sowie zwölf Hardcover-Bände (Stand Januar 2019).

## Autoren
Die Hauptautoren der Serie waren Alfred Bekker (schied ab Band 100 aus dem Autoren-Team aus), M’Raven (Mara Laue, verließ das Autorenteam mit Band 114), Luc Bahl (Achim Schnurrer, Ausstieg mit Band 75), Michelle Stern, Sascha Vennemann (Lektor der Serie ab ca. Band 50) und Susanne Picard (Exposé-Autorin und Lektorin der Serie ca. Band 70–125), ab Band 100 auch Simon Borner (Christian Humberg) und Volker Ferkau. Ab Band 125 kamen außerdem die Autoren Jana Paradigi, Guido Seifert und Stan Hamilton (unbekanntes Pseudonym) zur Serie.
Daneben steuerten Christian Montillon, Christian Schwarz, James Halske (unbekanntes Pseudonym) und Volker Krämer jeweils einige Bände zur Serie bei. San Fuller schrieb als Gast an Band 75 mit, mit Band 131 lieferte Harald Jacobsen einen Gastroman ab.
Ab Band 126 übernahm Thomas Höhl die redaktionelle Arbeit an Sternenfaust. Er schrieb bis zum letzten Band (199) die Exposés der Romane und war auch als Autor für die Serie tätig.
Alfred Bekker schrieb elf Bände der Hardcoverreihe, der Abschlussband des zwölfteiligen Hardcover-Zyklus wurde von Sascha Vennemann geschrieben (Aufstellung aller Hardcover siehe unten).

## Titelbilder
Bis auf zwei Ausnahmen (Band 178 und Band 179) stammten alle Titelbilder zur Heftromanserie von Arndt Drechsler.

## Erscheinungsweise
Die Heftromane erschienen zweiwöchentlich ab dem 15. Februar 2005. Das erste Hardcoverbuch erschien im Juni 2006. Der ursprünglich geplante halbjährliche Erscheinungsrhythmus wurde nach dem Erfolg des ersten Buchs auf vierteljährlich verkürzt. Im Februar 2009 wurde die Hardcoverserie aufgrund ungenügender Verkaufszahlen mit dem zwölften Band eingestellt.
Ab November 2008 erschienen die ersten Bände der Heftserie in Büchern mit jeweils drei Originalromanen samt den Hefttitelbildern in Farbe als Nachdruck im Mohlberg-Verlag. 2008 erschienen vier Buchausgaben; ab 2009 vierteljährlich jeweils zwei Buchausgaben. Inzwischen sind die Nachdrucke mit dem achten Band ebenfalls eingestellt worden.
Des Weiteren wurden Teile vom Autor Alfred Bekker unter den Seriennamen "Sternenkrieger" in abgewandelter Form nochmals veröffentlicht.

## Handlung
Die einzelnen Hefte stellten zunächst in sich geschlossener Form die überwiegend militärischen oder diplomatischen Aufträge des leichten Kreuzers STERNENFAUST unter dem Kommando von Commander Dana Frost in den 2250er Jahren dar. Nach der Zerstörung des Schiffes erhält Frost eine Beförderung zum Captain und übernimmt mit dem Großteil ihrer Besatzung den Sondereinsatzkreuzer Sternenfaust II. Im Gegensatz dazu behandeln die Hardcover die Abenteuer der Sternenfaust vor der Übernahme des Kommandos durch Dana Frost.
Die Sternenfaust ist eine Einheit des Star Corps of Space Defense, der Verteidigungsstreitkräfte der Solaren Welten. Unter dieser Bezeichnung firmiert das Staatengebilde der von Menschen besiedelten Planeten und Kolonien. Neben den Menschen gibt es verschiedene außerirdische Rassen wie die äußerlich menschenähnlichen J’ebeem oder die sauroiden Starr.
Einen größeren Rahmen für die Einzelabenteuer bietet zum einen der fortlaufende politisch-militärische Hintergrund, der zunächst durch einen andauernden Konflikt der Solaren Welten mit den vogelartigen Kridan geprägt ist. Dieser wird später durch die drohende Invasion der parasitären Dronte durch ein neu entstandenes Wurmloch abgelöst. Zum anderen finden sich in vielen Ereignissen Hinweise auf eine unbekannte, sehr mächtige Rasse von Außerirdischen, die vor langer Zeit in der Milchstraße verbreitet war und von der immer wieder Überreste gefunden werden.
Mit Band 100 erfolgt erstmals ein Sprung von 15 Jahren im Handlungszeitraum der Serie, wobei die unter Verwendung außerirdischer Technologie neukonstruierte, wesentlich größere Sternenfaust III das Vorgängerraumschiff ablöst, das in Band 99 mit Millionen von Daten überflutet wurde. Da jedoch alle Daten überschrieben wurden, ist das Schiff unbrauchbar geworden. Die Auswertung der Daten wird Hunderte von Jahren dauern. Nach einigen Jahren gelang es, so viele Daten zu entschlüsseln, dass man in der Lage war, Wandlermodule zu bauen und so Weltraumreisen durch den hyperdimensionalen Raum zu ermöglichen. Dana Frost trägt nun den Dienstgrad Commodore und hat ihren direkten Vorgesetzten in Gestalt eines Admirals mit an Bord.
Ab Band 100 folgt die Heftreihe der zyklischen Erzählweise.
Neben Frost stammen die zentralen Charaktere hauptsächlich aus dem Offizierskorps der Sternenfaust (Brückencrew, Leitender Ingenieur, Bordärztin). Darüber hinaus gibt es einige weitere ständige Besatzungsmitglieder (Piloten der Landefähren, Marines) sowie unregelmäßig wiederkehrende Figuren (Vorgesetzte, Wissenschaftler, Vertreter außerirdischer Rassen).

## Hefte im Bastei-Verlag
| - 001. Ein neuer Captain – Alfred Bekker - 002. Angriff der Kridan – Christian Montillon - 003. Die Welt der Mantiden – Luc Bahl - 004. Planet der sieben Monde – Alfred Bekker - 005. Der Wächter – Christian Montillon - 006. Gefangene der Chaarck – Christian Schwarz - 007. Der Prototyp – Alfred Bekker - 008. Angriffsziel Wega – Christian Schwarz - 009. Verschollen in der Hohlwelt – Luc Bahl - 010. Im Reich der Kridan – Alfred Bekker - 011. Der Verräter – Christian Schwarz - 012. Space-Surfer – Luc Bahl - 013. Schlacht um die Wega – Alfred Bekker - 014. Die Falle der Kridan – Luc Bahl - 015. Zwischen den Fronten – Alfred Bekker - 016. Die Macht der Shisheni – M’Raven - 017. Im Labyrinth der Toten Götter – Luc Bahl - 018. Grüne Hölle – Alfred Bekker - 019. Jagd auf Agent 183 – M’Raven - 020. Verschwörung in der Hohlwelt – Luc Bahl - 021. Mars-Parasiten – Alfred Bekker - 022. Im Tempel der Toten Götter – M’Raven - 023. Überfall der Sharaan – Alfred Bekker - 024. Die letzte Schlacht der Kridan – M’Raven - 025. Im Palast des verlorenen Wissens – Alfred Bekker - 026. Der Hinterhalt – M’Raven - 027. Angriff auf Wurmloch Alpha – Alfred Bekker - 028. Die Geister von Arkison – M’Raven - 029. Jenseits des Wurmlochs – Alfred Bekker - 030. Die letzte Chance – Alfred Bekker - 031. Die Feuerprobe – M’Raven - 032. Sieben dunkle Welten – Alfred Bekker - 033. Operation Nachtschatten – M’Raven - 034. Flucht in den Nexus – Luc Bahl - 035. In den Höhlen der Ganador – Alfred Bekker - 036. Hinter feindlichen Linien – M’Raven - 037. Die Stadt in der Tiefe – Luc Bahl - 038. Rückzugspunkt Feuerwelt – Alfred Bekker - 039. Der neue Offizier – M’Raven - 040. Invasion – Alfred Bekker - 041. Das Kristallschiff – Luc Bahl - 042. Einsatzziel Sharrakk-Station – M’Raven - 043. Verschwörung auf Kridania – Luc Bahl - 044. Kampf der Orsonen – Alfred Bekker - 045. Die Entscheidung der Genetics – M’Raven - 046. Exodus der Mantiden – Luc Bahl - 047. Notlandung auf Debrais VII – Alfred Bekker - 048. Das Bündnis von Tarka – M’Raven - 049. Der Virus – Volker Krämer - 050. Vergeltung – Alfred Bekker - 051. Ins Herz des Feindes – Alfred Bekker - 052. Welten-Verwüster – M’Raven - 053. Die Morax – Volker Krämer - 054. Versklavt – Alfred Bekker - 055. Krieg in der Hohlwelt – Luc Bahl - 056. Die Verschwörung – Luc Bahl - 057. Arena – M’Raven - 058. Im Zeichen der Erhabenen – Alfred Bekker - 059. Verloren im Nirgendwo – Luc Bahl - 060. Fluchtgedanken – M’Raven - 061. Die Entscheidungsschlacht – Alfred Bekker - 062. Bis in den Tod – Alfred Bekker - 063. Die Erben der Genetics – Volker Krämer - 064. Relikt Hohlwelt – Luc Bahl - 065. Aufbruch ins Unbekannte – M’Raven - 066. Auserwählt – M’Raven - 067. Zwischen drei Sonnen – Luc Bahl - 068. Der schlafende Weise – Alfred Bekker - 069. In Ketten – Luc Bahl - 070. Der Renegat – M’Raven - 071. Amok – Luc Bahl - 072. In Denuurs Reich – Alfred Bekker - 073. Gefangen im Zentrum – M’Raven - 074. Im Kern der Macht – M’Raven - 075. Das Tor zur Hölle – Luc Bahl - 076. Heimkehr – M’Raven - 077. Hort des Wissens – Alfred Bekker - 078. Der Flug der PHOENIX – Alfred Bekker - 079. Fesseln der Angst – M’Raven, Michelle Stern - 080. Alarmstufe Rot – M’Raven, Michelle Stern - 081. Der Hohe Rat – Sascha Vennemann - 082. Gotteskrieger – Michelle Stern - 083. Kampf um Karalon – Alfred Bekker - 084. Der Fremde – M’Raven - 085. Die Bedrohung – Michelle Stern - 086. Vermisst – M’Raven - 087. Amnesie – Sascha Vennemann - 088. Ernte unter glühender Sonne – Volker Krämer - 089. Sirius III – Alfred Bekker - 090. Der goldene Kubus – Michelle Stern - 091. Das Geheimnis der Starr – Michelle Stern - 092. Widerstand – Sascha Vennemann - 093. Auge des Feindes – M’Raven - 094. Wandlungen – Susanne Picard - 095. Mutawesis Hölle – Alfred Bekker - 096. Das Triumvirat – M’Raven - 097. Erkenntnisse – Susanne Picard - 098. Verloren – Michelle Stern - 099. Das Ziel – Sascha Vennemann - 100. Der Flug ins Ungewisse – Simon Borner | - 101. Der Weltraumfriedhof – Simon Borner - 102. An vielen Fronten – Susanne Picard - 103. Das Heiligtum – M’Raven - 104. Die Kristalle der Dondari – Michelle Stern - 105. Notlandung auf Rudra VII – James Halske - 106. Die Monde der großen Planeten – Susanne Picard - 107. Spion auf Ganymed – Michelle Stern - 108. Die Gabe der Telepathen – Mara Laue - 109. Ankunft der Erdanaar – Susanne Picard - 110. Die Fünfte Kolonne – Mara Laue - 111. Die Stimmen der Götter – Michelle Stern - 112. Anschlag auf Vesta – Susanne Picard - 113. Abgrund des Geistes – Simon Borner - 114. Feuersturm – Mara Laue - 115. Der Feind im Verborgenen – Sascha Vennemann - 116. Traumkrieger – Volker Ferkau - 117. Sternenjagd – Michelle Stern - 118. Preis der Gewalt – Volker Ferkau - 119. Waffenstillstand – Susanne Picard - 120. Die Welten der Erdanaar – Guido Seifert - 121. Weg ins Unbekannte – Volker Ferkau - 122. Das Wrack – Simon Borner - 123. Zwischen den Sonnen – Stan Hamilton - 124. Das Geheimnis der Schriften – Susanne Picard - 125. Die Fremde Dimension – Susanne Picard - 126. Meuterei auf der Sternenfaust – Volker Ferkau - 127. Tödlicher Angriff – Jana Paradigi - 128. Katastrophe im HD-Raum – Susanne Picard - 129. Der Gott im Exil – Simon Borner und Thomas Höhl - 130. Inferno auf Hegel III – Susanne Picard und Thomas Höhl - 131. Tot und vergessen – Harald Jacobsen - 132. Das Urteil des Raisa – Michelle Stern - 133. Der Kampf um Lor Els Auge – Volker Ferkau - 134. Die Wahrheit über Dana Frost – Sascha Vennemann und Susanne Picard - 135. Großangriff der Solaren Welten – Guido Seifert und Sascha Vennemann - 136. Flammenschwert – Guido Seifert und Sascha Vennemann - 137. Eine Milliarde Credits – Susanne Picard - 138. Tyrannenmord auf Kridania – Michelle Stern - 139. Jagd auf Nicky Berger – Simon Borner - 140. Chimären-Tanz – Stan Hamilton - 141. Spuren im Weltraumfriedhof – Guido Seifert - 142. Der Tele-Ring der Alendei – Guido Seifert - 143. Loodoon – Volker Ferkau - 144. Wächter des Kristariums – Volker Ferkau - 145. Rückkehr zu den Basiru-Aluun – Michelle Stern - 146. Die kosmische Barriere – Michelle Stern - 147. Blinder Hass – Guido Seifert und Sascha Vennemann - 148. Herrscher der Orphanen – Guido Seifert und Sascha Vennemann - 149. Apokalypse – Thomas Höhl - 150. Das Auge des Universums – Michelle Stern - 151. Für die Menschheit! – Simon Borner - 152. Am Scheideweg – Simon Borner - 153. Anschlag auf den Konsensdom – Stan Hamilton - 154. Welt der Naniten – Stan Hamilton - 155. Die Vergessenen – Jana Paradigi - 156. Sol X – Guido Seifert - 157. Invasionsstufe Eins – Guido Seifert und Sascha Vennemann - 158. Der Maulwurf – Thomas Höhl - 159. Das Geheimnis von Trior – Dennis Mathiak - 160. Die Space-Oma – Thomas Höhl - 161. Cyber-Tod – Andreas Suchanek - 162. Angriff der Alpha-Genetics – Sascha Vennemann - 163. Turanors Entscheidung – Guido Seifert - 164. Kampf um Torrent – Michelle Stern und Gerry Haynaly - 165. Tachyonen-Exil – Simon Borner - 166. Invasionsstufe Zwei – Thomas Höhl - 167. Tag der Vergeltung – Andreas Suchanek - 168. Die Sphären der Kad’Chie – Guido Seifert - 169. Hakaamya upo – Guido Seifert - 170. Das Vermächtnis des Kridan – Gerry Haynaly - 171. Die Ritter der GRAFSCHAFT – Andreas Suchanek - 172. Das Ende einer Ära – Thomas Höhl - 173. Invasionsstufe Drei – Thomas Höhl - 174. Die große Leere – Thomas Höhl - 175. Der Schatten des Feindes – Thomas Höhl und Andreas Suchanek - 176. Rendezvous mit einem Klon – Guido Seifert - 177. Verräter unter uns! – Gerry Haynaly - 178. Vertraue nie einem Genetic! – Thomas Höhl - 179. Zwei Schicksale für Shesha'a – Andreas Suchanek - 180. Wer ist Nummer Eins? – Gerry Haynaly - 181. Flucht von der Erde – Thomas Höhl - 182. Handlanger der Gemini – Guido Seifert - 183. Duell der Orphanen – Guido Seifert - 184. Opfergang – Andreas Suchanek - 185. Das erloschene Reich – Manfred Weinland - 186. Veränderungen – Thomas Höhl - 187. Fanal der blauen Sonne – Gerry Haynaly und Dennis Mathiak - 188. Der dunkle Herrscher – Andreas Suchanek - 189. In Pranurs Gewalt – Michelle Stern - 190. Entführt von Skianern – Christian Schwarz - 191. Nukleus – Thomas Höhl / Sascha Vennemann - 192. Romanas Entscheidung – Gerry Haynaly - 193. Der stählerne Stern – Guido Seifert - 194. Der Hüter des Krinoi'i – Mara Laue - 195. Alte Bekannte – Andreas Suchanek - 196. Die Feuer von Skia – Gerry Haynaly / Sascha Vennemann - 197. Gefangen im Nullum – Thomas Höhl - 198. Ohne Hoffnung – Thomas Höhl - 199. Das Ende – Thomas Höhl |

## Hardcover im Zaubermond-Verlag
1. Die erste Mission – Juni 2006
2. Vorstoß ins Niemandsland – September 2006
3. Die Schlacht um Triple Sun – Dezember 2006
4. Die Kanonen von Dambanor II – März 2007
5. Msssarrrr! – Juni 2007
6. Die letzten Tage der Solaren Welten – September 2007
7. Stützpunkt Roter Stern – Dezember 2007
8. Die Mönche vom Sirius – März 2008
9. Raumkapitän Sun Tarin – Juni 2008
10. Kolonie der Genetics – September 2008
11. Exodus der Xabong – November 2008
12. Die Schlacht von Trident – Februar 2009

## Paperbacks im Mohlberg-Verlag
1. Ein neuer Captain – November 2008
2. Planet der sieben Monde – November 2008
3. Der Prototyp – Januar 2009
4. Im Reich der Kridan – Januar 2009
5. Schlacht um die Wega – 2009
6. Im Labyrinth der toten Götter – 2009
7. Verschwörung in der Hohlwelt – 2009
8. Die letzte Schlacht der Kridan – 2009

## Verweise
1. ↑  Archivierte Kopie (Memento des Originals vom 10. Januar 2007 im Internet Archive)  Info: Der Archivlink wurde automatisch eingesetzt und noch nicht geprüft. Bitte prüfe Original- und Archivlink gemäß Anleitung und entferne dann diesen Hinweis.
2. ↑  Archivierte Kopie (Memento des Originals vom 6. Februar 2022 im Internet Archive)  Info: Der Archivlink wurde automatisch eingesetzt und noch nicht geprüft. Bitte prüfe Original- und Archivlink gemäß Anleitung und entferne dann diesen Hinweis.